# Estadio Polideportivo Idriss Mahamat Ouya
El Estadio Polideportivo Idriss Mahamat Ouya (en francés: Stade Omnisports Idriss-Mahamat-Ouya; en árabe: ملعب وطني ) es un estadio de usos múltiples en la ciudad de Yamena (también escrito como N'Djamena), la capital del país africano de Chad. Actualmente se utiliza sobre todo para los partidos de fútbol. El estadio tiene capacidad para recibir un aproximado de 30.000 personas. Actualmente, es el estadio de la Selección de fútbol de Chad. Lleva el nombre de exdeportista chadiano Mahamat Idriss (1942-1987).